# Suarius tigridis
Suarius tigridis is een insect uit de familie van de gaasvliegen (Chrysopidae), die tot de orde netvleugeligen (Neuroptera) behoort. 
Suarius tigridis is voor het eerst wetenschappelijk beschreven door Morton in 1921.